# Jorgos Skolias
Jorgos Skolias (ur. 9 listopada 1950 w Zgorzelcu) – polski wokalista i kompozytor greckiego pochodzenia.

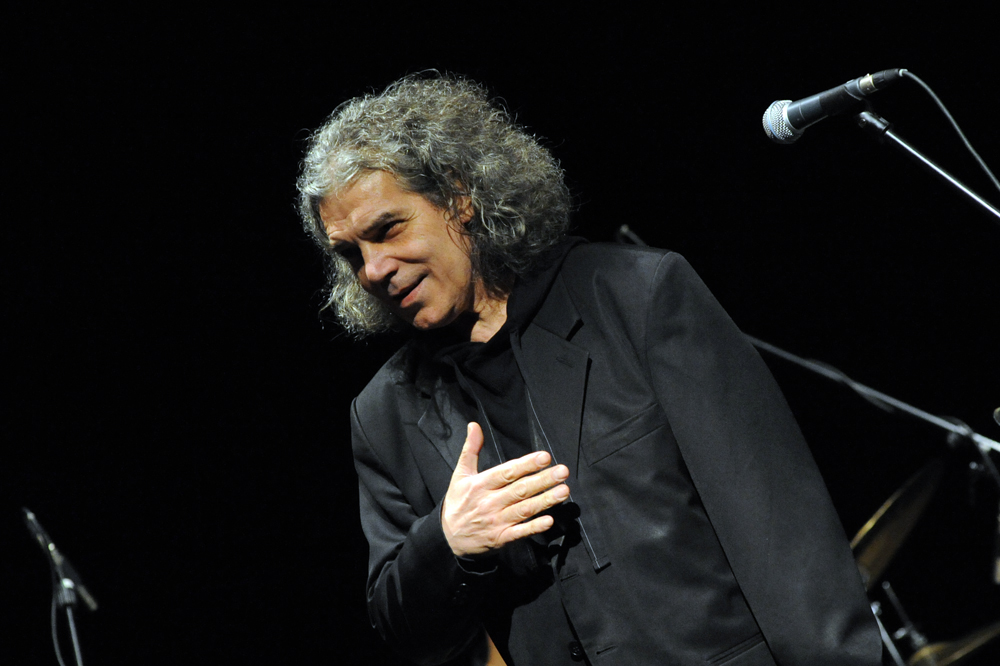
Występ w czasie benefisu dla Tomasza Szukalskiego w Warszawie w listopadzie 2010

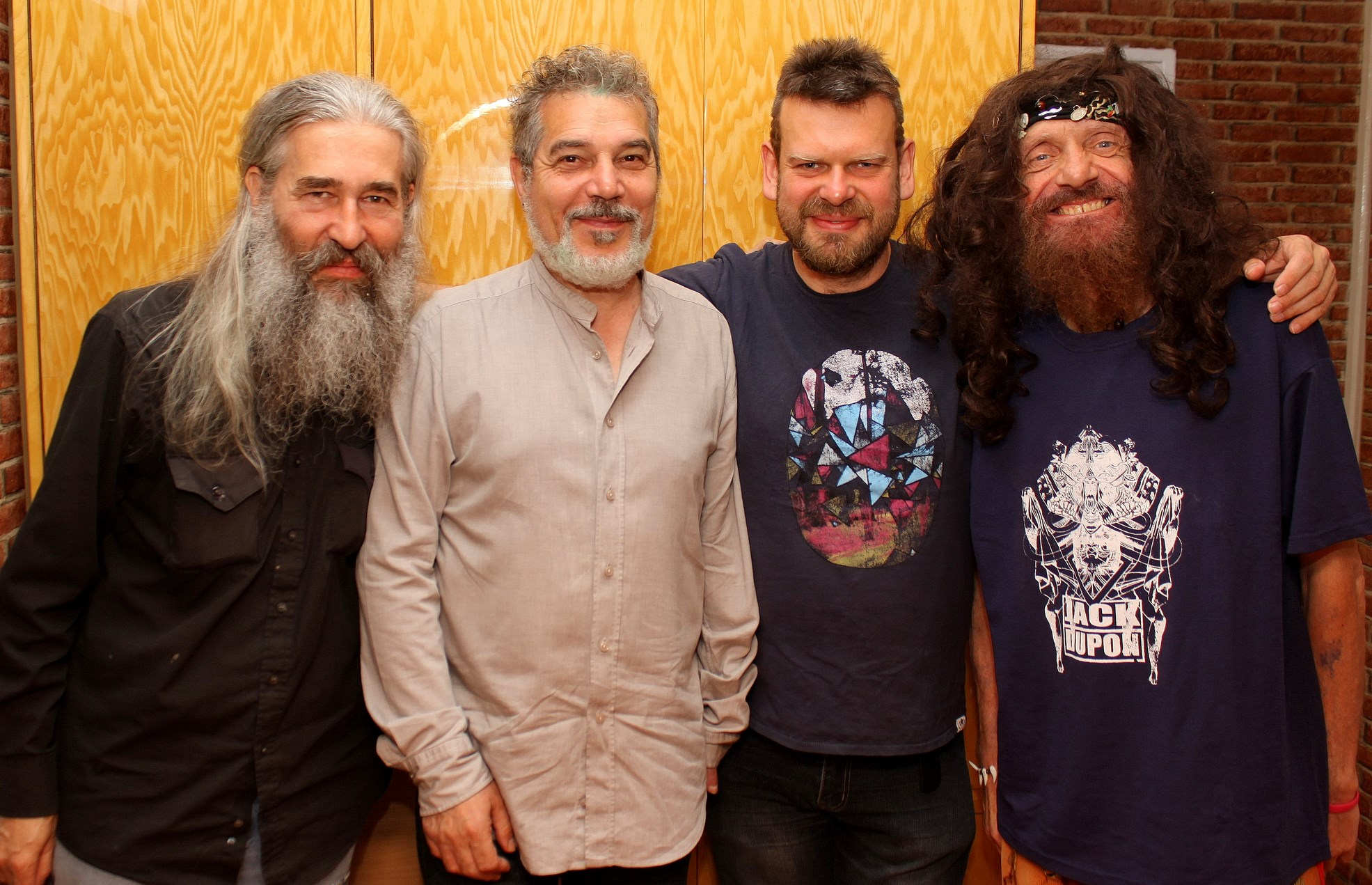
Andrzej Dudek-Dürer, Jorgos Skolias, Jarosław Pijarowski, Władysław Komendarek przed koncertem w Bydgoszczy (2014 r.)

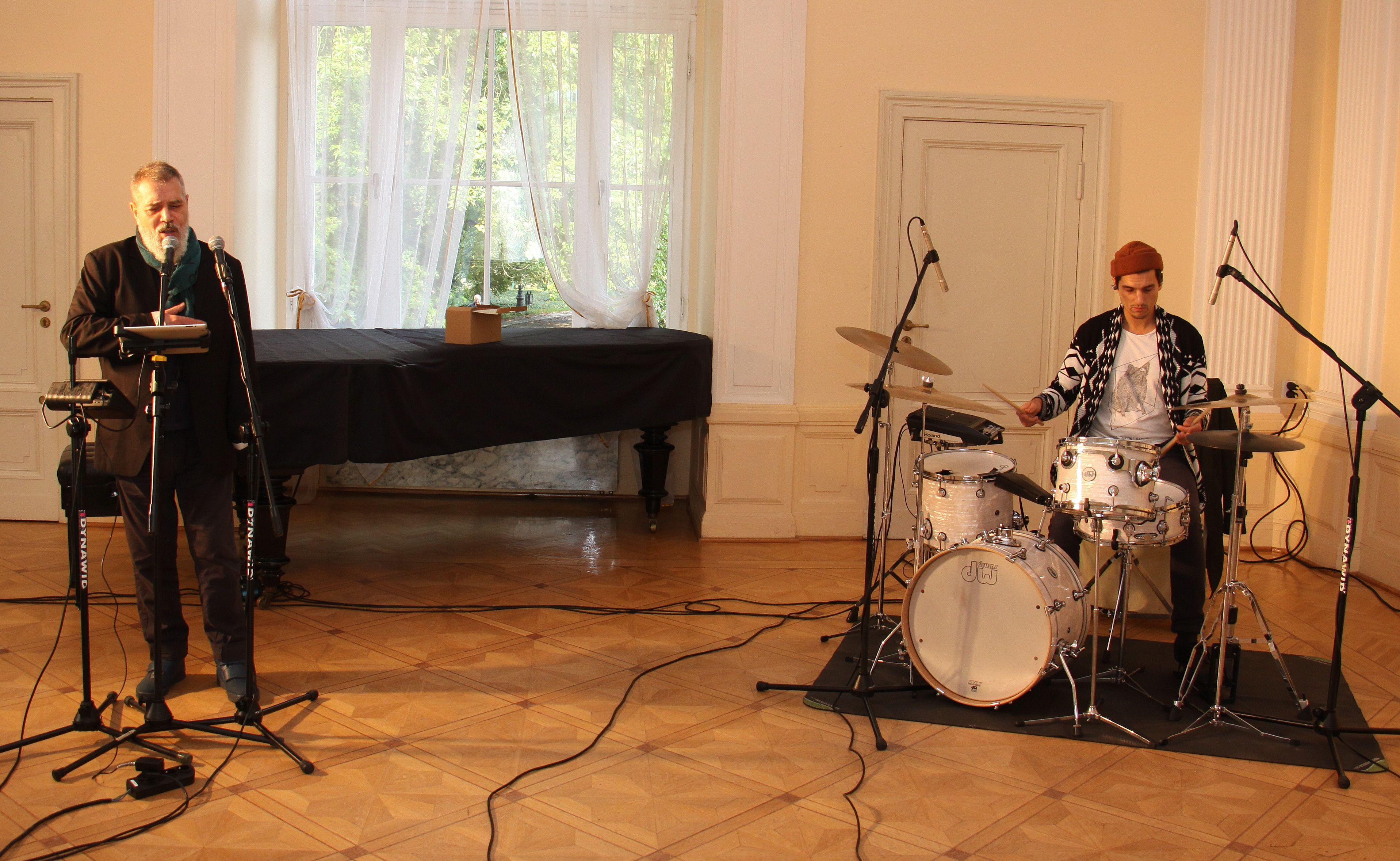
Jorgos Skolias wraz z Antonisem podczas trasy koncertowej promującej album "Kolos"(2017 r.)

## Życiorys
Studiuje starodawne techniki wokalne i kojarzony jest z nowatorskim, „poszukującym”, nurtem bluesa, jazzu czy rocka. Współpracował między innymi z zespołem Krzak, Dżem, Osjan i Tie Break oraz muzykami: Tomaszem Stańką, Tomaszem Szukalskim, Bogdanem Hołownią czy Zbigniewem Namysłowskim. Współpracuje również z Teatrem Tworzenia Jarosława Pijarowskiego (występował między innymi jako inicjator „dźwięku pokoju” w widowisku plenerowym Zamek Dźwięku na zamku w Golubiu-Dobrzyniu). W latach 2013–2015 był członkiem redakcji pisma mówionego Gadający Pies.

## Dyskografia
- Krzak Krzak’i – Tonpress 1983
- Witold Szczurek Basspace – PolJazz 1984
- Basspace 55555 – Polskie Nagrania „Muza” 1985
- Dżem Cegła – Polskie Nagrania „Muza” 1985
- Di Rock Cymbalisten Act Two – Klub Płytowy Razem 1985
- Leszek Winder Blues Forever – Polskie Nagrania „Muza” 1985
- Electronic Division Electronic Division – Polskie Nagrania „Muza” 1986
- Green Revolution "Muzyka do filmu Na całość" Poljazz 1986
- Alicja Majewska Piosenki Korcza i Młynarskiego – Polskie Nagrania „Muza” 1987
- Krzak Ostatni koncert – Polskie Nagrania „Muza” 1987
- Osjan Rytuał dźwięku i ciszy – Polskie Nagrania „Muza” 1988
- Dżem Urodziny – AIA 1989 (składanka)
- Hebanowa Baśń – Polskie Nagrania „Muza” 1989
- Young Power Nam Myo Ho Renge Kyo – Polskie Nagrania „Muza” 1989
- Pick Up Formation To nie jest jazz – Polskie Nagrania „Muza” 1989
- Young Power Man of Tra – Power Bros Records 1991
- Young Power Young Power – Polskie Nagrania „Muza” 1991
- Jorgos Skolias, Radosław Nowakowski Zulu – Tow. Zachęty Kultury 1991
- Tie Break, Jorgos Skolias Poezje ks. Jana Twardowskiego – Edycja Św. Pawła Częstochowa 1995
- Pan Japa i załoga II – Pomaton EMI 1998
- Bronisław Duży, Jorgos Skolias Do It – Sound Int. 1999
- Siódma trąba Droga do Ciebie – Studio OTD. 1999
- Apostolis Anthimos & Friends Theatro – Selles 1999
- Janusz Grzywacz Muzyka osobista – 1999
- Lipińskie Nieszpory Kolędowe – Nasze Miasto 2002
- Universitas Cantat Koncert Finałowy – UAM, Radio Merkury S.A. 2003
- Słowa – Wiersze Karola Wojtyły – Good Summer 2005
- Jorgos Skolias, Bogdan Hołownia ...tales – ZezIvony 2005
- The Cracow Klezmer Band BALAN: Book of Angels VOL.5 – Tzadik 2006
- Jorgos Skolias, Bronisław Duży Skolias Duży – ZezIvony 2006
- The dream Off Penderecki – Teatr Tworzenia (Brain Active Records 002 2013)
- Człowiek z Wysokiego Zamku (album) (Brain Active Records 003 2013)
- El Greco – Joachim Mencel Edition – 2013
- Sefardix – ForTune 2013
- OFF – Życie bez dotacji płyta Jarosława Pijarowskiego (Brain Active Records 006 2015)
- Kolos – Jorgos Skolias & Antonis Skolias (Hevhetia 2016)[2]
- Katharsis (A Small Victory) – Teatr Tworzenia (Brain Active Records 008 2017)
- Jorgos Skolias, Piotr Rachoń Free – V Records 2018[3][4]
- Living After Life – Teatr Tworzenia (Brain Active Records 009 2019)
- Green Revolution "Rewolucja zielona" GAD Records 2022
- Robert Świstelnicki – Piosenki miłosne wczesnej postkomuny i późnego kapitalizmu (SJ Records 2023)[5]
- Zielone Dzieci "Jeżeli chcesz tańczyć" GAD Records 2023